# Krožna algebrska krivulja
Krožna algebrska krivulja je v geometriji vrsta ravninske krivulje, ki je določena z enačbo {\displaystyle F(x,y)=0|,} kjer je {\displaystyle F\,} polinom z realnimi koeficienti in najvišja stopnja {\displaystyle F\,} tvori polinome, ki so deljivi z {\displaystyle x^{2}+y^{2}\,}. Bolj točno to pomeni, če velja {\displaystyle F=F_{n}+F_{n-1}+\ldots +F_{1}+F_{0}\,}, kjer je vsak {\displaystyle F_{i}\,} homogen stopnje {\displaystyle i\,}. V tem primeru je krivulja {\displaystyle F(x,y)=0\,} krožna samo, če in samo če je {\displaystyle F_{n}\,} deljiv z {\displaystyle x^{2}+y^{2}\,}.
Če je funkcija določena v homogenih koordinatah z {\displaystyle G(x,y,z)=0\,}, kjer je {\displaystyle G\,} homogeni polinom, je krivulja krožna le, če je {\displaystyle G(1,i,0)=G(1,-i,0)=0\,}, ali z drugimi besedmi, krivulja je krožna, če vsebuje krožne točke v neskončnosti {\displaystyle (1,i,0)\,} in {\displaystyle 1,-i,0)\,}, če se jo obravnava kot krivulja v kompleksni projektivni ravnini.

### Večkrožne algebrske krivulje
Algebrska krivulja je p-krožna, če vsebuje točke {\displaystyle (1,i,0)\,} in {\displaystyle (1,-i,0)\,}, ko se jo obravnava kot krivuljo v kompleksni projektivni ravnini. Te točke so singularnosti reda najmanj {\displaystyle p\,}. Izraz dvokrožen, trikrožen itd. se dobi kadar je {\displaystyle p=2,3,\ldots \,}. V skladu z zgornjimi opisi je krivulja {\displaystyle F(x,y)=0\,} p-krožna, če je {\displaystyle F_{n-1}\,} deljiv z {\displaystyle \left(x^{2}+y^{2}\right)^{p-1}\,}, kadar je {\displaystyle i<p\,}. Kadar je {\displaystyle p=1\,}, to postane enako definiciji krožnosti, kot je zapisana zgoraj. Množica p-krožnih  krivulj je invarianta pod evklidskimi preslikavami. Pomembno pa je, da ima p-krožna krivulja stopnjo najmanj {\displaystyle 2p\,}.  
Množica p-krožnih krivulj stopnje {\displaystyle p+k\,}, kjer se {\displaystyle p\,} lahko spreminja, {\displaystyle k\,} pa je stalno pozitivno celo število, je invarianta za inverzijo. Ko je {\displaystyle k\,} enak 1, to pomeni, da je množica premic (0-krožnih krivulj stopnje 1) in množica krožnic (1-krožnih krivulj stopnje 2) invarianta za inverzijo. 

## Zgledi
- krožnica je edini primer krožne stožnice
- De Sluzejeve konhoide so krožne krivulje tretje stopnje
- Cassinijeva jajčnica (vključno z Bernoullijevo lemniskato), preseki torusa in Pascalovi polži (vključno s srčnico) so dvokrožne krivulje četrte stopnje
- Wattova krivulja je trikrožna krivulja šeste stopnje